# I. e. 141
Évszázadok: i. e. 3. század – i. e. 2. század – i. e. 1. század
Évtizedek: i. e. 190-es évek – i. e. 180-as évek – i. e. 170-es évek – i. e. 160-as évek – i. e. 150-es évek – i. e. 140-es évek – i. e. 130-as évek – i. e. 120-as évek – i. e. 110-es évek – i. e. 100-as évek – i. e. 90-es évek
Évek: i. e. 146 – i. e. 145 – i. e. 144 – i. e. 143 –  i. e. 142 – i. e. 141 – i. e. 140 – i. e. 139 – i. e. 138 – i. e. 137 – i. e. 136

## Események

### Róma
- Cnaeus Servilius Caepiót és Quintus Pompeiust választják consulnak.
- Q. Pompeiust a keltiber lázadás leverésére küldik Hispániába. Elfoglalja Termentiát és Lagnit, de Numantiával nem boldogul. Fegyverszünetet költ az arevaci törzzsel, de a szenátus nem fogadja el a békét.
- Dél-Hispániában a Fabius Servilianus proconsul megfutamítja a luzitán felkelőket és megostromolja városukat, Erisanát. A felkelés vezére Viriathus harcosaival éjszaka belopakodik a városba és kicsapnak a rómaiakra, akik megfutamodnak. Viriathus kihasználva fölényét, számára kedvező békét köt, amelyben megtarthatják az általuk megszállt földeket és Róma szövetségese lesz. A szenátus is elfogadja a békét, amelyet azonban a rómaiak hamarosan megszegnek.

### Hellenisztikus birodalmak
- Simon Makkabeus elfoglalja Jeruzsálem fellegvárát és Gáza erődjét, ezzel az utolsó szeleukida katonát is kiűzi a Júdeából. Ezt követően kikiáltja magát Júdea fejedelmévé és megalapítja a Hasmóneus-dinasztiát.
- I. Mithridatész pártus király sorra foglalja el a káoszba süllyedt Szeleukida Birodalom városait és ebben az évben megszállja Babilont. Ezt követően visszafordul, mert Hürkaniában lázadás tör ki a magas adók miatt.

### Kína
- Meghal Csing császár. Utódja fia, a 16 éves Vu.

## Születések
- Salome Alexandra, júdeai királynő
- VIII. Antiokhosz, szeleukida király

## Halálozások
- Han Csing-ti, kínai császár
- Publius Cornelius Scipio Nasica Corculum, római hadvezér és államférfi

## Fordítás
- Ez a szócikk részben vagy egészben  a(z)   141 av. J.-C. című francia Wikipédia-szócikk ezen változatának fordításán alapul.  Az eredeti cikk szerkesztőit annak laptörténete sorolja fel. Ez a jelzés csupán a megfogalmazás eredetét és a szerzői jogokat jelzi, nem szolgál a cikkben szereplő információk forrásmegjelöléseként.